# Oocatochus rufodorsatus
Genre
Espèce
Synonymes
- Tropidonotus rufodorsatus Cantor, 1842
- Ablabes sexlineatus Duméril, Bibron & Duméril, 1854
- Simotes conradi Peters, 1874
- Simotes herzi Boettger, 1886
- Elaphe rufodorsata Stejneger, 1907

Statut de conservation UICN

 LC  : Préoccupation mineure
Oocatochus rufodorsatus, unique représentant du genre Oocatochus, est une espèce de serpents de la famille des Colubridae.

## Répartition
Cette espèce se rencontre  :
- en Primorie en Russie ;
- en Corée ;
- à Taïwan :
- dans la Chine du Nord-Est.

## Publication originale
- Cantor, 1842 : General Features of Chusan, with remarks on the Flora and Fauna of that Island. Annals and magazine of natural history, ser. 1, vol. 9, p. 481-493 (texte intégral).
- Helfenberger, 2001 : Phylogenetic relationship of Old World Ratsnakes based on visceral organ topography, osteology, and allozyme variation. Russian Journal of Herpetology, Suppl., p. 1-56.